# Abdullah Kazim
Abdulla Mohammad Kazim Mohammad Al Shams, noto semplicemente come Abdullah Kazim (in arabo عبد الله كاظم‎?; Dubai, 31 maggio 1996), è un calciatore emiratino, centrocampista dell' Hatta Club.

## Carriera

### Club
Ha giocato nella prima divisione emiratina.

### Nazionale
Ha giocato nelle nazionali giovanili emiratine Under-17, Under-20 ed Under-23.